# Джон Арледж
Джонсон Ленді Арледж (англ. Johnson Lundy Arledge; 12 березня 1906 — 15 травня 1947) — американський актор кіно і театру. Він зіграв десятки епізодичних ролей у голлівудських фільмах 1930–1940-х років, зокрема тракториста, який руйнує будинок у фільмі «Грона гніву».
Арледж у коледжі отримав інженерну спеціальність, але після роботи з невеликому театрі, зацікавився акторською професією. Виступав у водевілях, перш ніж отримати свою першу роль у кіно в 1931 році.

## Вибрана фільмографія
- 1934 — Доріжка флірту
- 1940 — Дивний вантаж
- 1947 — Темний прохід